# Pieter Lastman
Pieter Lastman (1583 i Amsterdam – begravet 4. april 1633 i Amsterdam) var en hollandsk maler. Lastman blev betragtet som betydningsfuld, dels på grund af sit arbejde som maler af historiske steder og dels på grund af sine senerehen kendte elever, som blandt andre Rembrandt og Jan Lievens. I sine malerier gjorde Lastman meget ud af arbejdet med ansigter, hænder og fødder. 